# Dorsa Mawson
I Dorsa Mawson sono un sistema di creste lunari intitolato al geologo ed esploratore antartico inglese Douglas Mawson nel 1976. Si trova nel Mare Fecunditatis e ha una lunghezza di circa 132 km.